# Redfieldforholdet
Redfieldforholdet (engelsk:Redfield ratio) beskriver atomforholdet mellem grundstofferne kulstof (C), kvælstof (N) og fosfor (P) i plankton i havvand. Dette forhold er empirisk fundet til at være 106:16:1, dvs. at for hvert fosfor-atom er der 16 kvælstof-atomer og 106 kulstof-atomer. Begrebet har navn efter den amerikanske oceanograf Alfred C. Redfield, som første gang beskrev forholdet i en artikel i 1934 (Redfield 1934). Redfield, uddannet fra Harvard, deltog som fysiolog på flere ekspeditioner med undersøgelsesfartøjet RV Atlantis, hvor han analyserede flere tusind prøver marin biomasse fra alle mulige havmiljøer. Hans forskning viste, at sammensætningen af næringsstoffer i biomasser på tværs af alle oceaner, fra kystregioner til dybvand, var påfaldende konstant, og at denne sammensætning svarede til sammensætningen i havvandet generelt.
For at forklare, hvordan denne ligevægt indtræffer i såvel biomassen som havvandet (et klassisk hønen eller ægget-dilemma), foreslog Redfield to gensidigt uafhængige mekanismer til at regulere forholdet mellem N og P:
1. N:P-sammensætningen i plankton vil tilnærme sig N:P-sammensætningen i havvand generelt. Dette sker ved, at plankton-arter med forskellige krav til N og P vil konkurrere og finde en ligevægt, så forholdet mellem stofferne i planktonnet under ét efterhånden vil afspejle forholdet mellem næringsstof-indholdet i havvandet.
2. N:P-sammensætningen i havvandet vil tilnærme sig den den generelle sammensætning i bakteriers protoplasma gennem aktiviteterne fra såvel kvælstoffikserende som denitrificerende organismer.

Redfieldforholdet har også vist sig meget vigtig i modeller for kulstofkredsløbet i havet, baseret på den antagelse, at forholdet mellem grundstofferne i organisk materiale er konstant. Da fosfor er et mineral, der kun findes i fast form, mens både kvælstof og kulstof også findes luftformigt i atmosfæren, vil en uligevægt i forhold til Redfield-forholdet afgøre, hvilke typer organismer der er størst grobund for i havmiljøet (kvælstoffikserende kontra denitrificerende og fototrofe kontra respirerende).
I senere artikler har Redfield (i 1963) beskrevet, at atommasseforholdet mellem C, N, P og O2 er 106:16:1:-138. Senere har andre forskere fundet, at forholdet afviger noget fra det, som Redfield fandt. Andersen og Sarmiento mener, at forholdet er 117:16:1:-180. Dette støttes også af norske forsøg. Francisco Rey har ved studier i Grønlandshavet fundet værdier på 122:16:1:-180.